# 克里斯蒂安·阿迪纳塔
克里斯蒂安·阿迪納塔（2001年6月16日—），生於中爪哇省，印尼男子羽毛球單打運動員。曾獲2021年東南亞運動會羽毛球男子團體銅牌、2022年亞洲男子團體錦標賽亞軍。

## 主要比賽成績
只列出曾進入準決賽的國際賽事成績：
| 年份   | 賽事                   | 公開賽級別 | 項目     | 成績   |
| ------ | ---------------------- | ---------- | -------- | ------ |
| 2018年 | 世界青年羽毛球錦標賽   | 其他       | 混合團體 | 季軍   |
| 2019年 | 亞洲青年羽毛球錦標賽   | 其他       | 混合團體 | 亚军   |
| 2019年 | 世界青年羽毛球錦標賽   | 其他       | 混合團體 | 冠軍   |
| 2021年 | 巴林羽毛球國際系列賽   | 國際系列賽 | 男子單打 | 準決賽 |
| 2021年 | 巴林羽毛球國際挑戰賽   | 國際挑戰賽 | 男子單打 | 準決賽 |
| 2022年 | 亞洲羽毛球團體錦標賽   | 其他       | 男子團體 | 亞軍   |
| 2022年 | 奧爾良羽毛球大師賽     | 超級100賽  | 男子單打 | 準決賽 |
| 2022年 | 東南亞運動會羽毛球比賽 | 其他       | 男子團體 | 銅牌   |
| 2022年 | 意大利羽毛球國際賽     | 國際挑戰賽 | 男子單打 | 冠軍   |
| 2023年 | 東南亞運動會羽毛球比賽 | 其他       | 男子團體 | 金牌   |
| 2023年 | 東南亞運動會羽毛球比賽 | 其他       | 男子單打 | 金牌   |
| 2023年 | 馬來西亞羽毛球大師賽   | 超級500賽  | 男子單打 | 準決賽 |
| 2025年 | 泰國羽毛球國際系列賽   | 國際系列賽 | 男子單打 | 冠軍   |

| 2018-2026年 | 總決賽 | 超級1000賽 | 超級750賽 | 超級500賽 | 超級300賽 | 超級100賽 | 國際挑戰賽 | 國際系列賽 | 未來系列賽 | 其他 |